# Penha
Penha est une ville brésilienne du littoral nord de l'État de Santa Catarina.

## Généralités
Dans une région occupée à l'origine par les indiens Carijós, le début de la colonisation fut marqué par la construction d'une chapelle dédiée à Saint Jean Baptiste en 1759, dans la localité appelée Itapocoroy (dérivé de Itapocorá qui, en guarani, signifiait « semblable à un mur de pierre »).
La ville est connue comme la « capitale nationale des huîtres ».
Plus populairement, on l'appelle également le « littoral des blumenauenses » (le nom des habitants de Blumenau), car ceux-ci viennent très fréquemment passer leurs vacances à Penha où beaucoup possèdent une résidence secondaire.
La majeure partie de la population descend de colons portugais.

## Géographie
Penha se situe par une latitude de 26° 46′ 08″ sud et par une longitude de 48° 38′ 45″ ouest, à une altitude de 20 mètres.
Sa population était de 25 140 habitants au recensement de 2010. La municipalité s'étend sur 59 km2.
Elle fait partie de la microrégion d'Itajaí, dans la mésorégion de la Vallée du rio Itajaí.

## Histoire
La colonisation de la région de Penha commença au XVIIIe siècle. L'île de Santa Catarina, et la capitale Florianópolis, envahie par les Espagnols, les pêcheurs d'origine portugaise - notamment açoriens - fuyant l'invasion arrivent dans la localité d'Itapocoroy à la recherche de nouvelle zone de chasse à la baleine. La localité devient alors le siège d'un des principaux ports baleiniers du sud du Brésil.

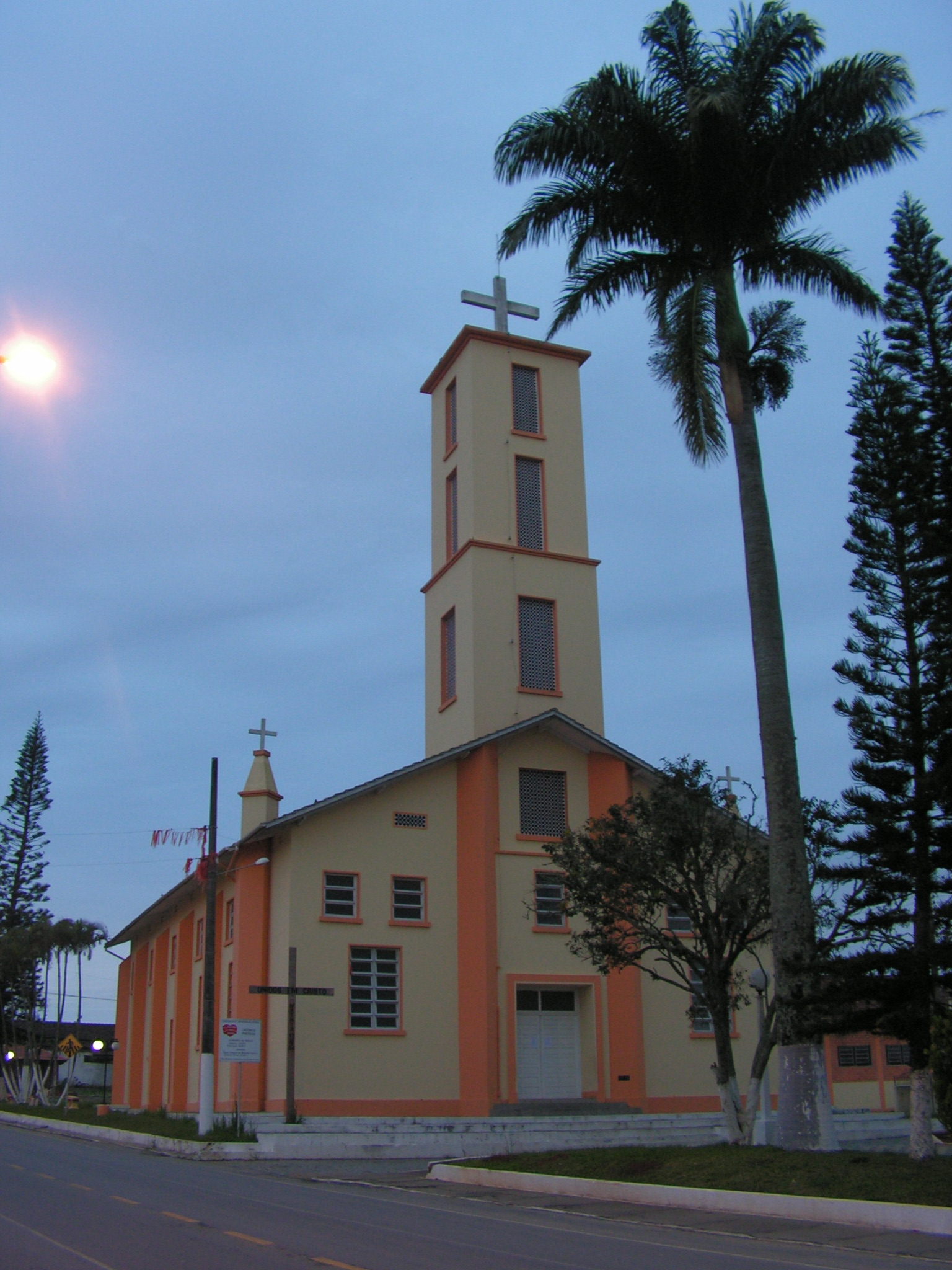
Église paroissiale sur la place principale de Penha.

La communauté d'Itapocoroy, par son statut de port baleinier (donc d'entreprise privée), ne peut pas être élevée au rang de freguesia pendant toute sa période d'activité liée à la chasse à la baleine. 
Une nouvelle localité est alors créée à quelques kilomètres du port. Elle se développe suffisamment pour devenir freguesia le 23 mars 1839, sous le nom de Freguesia de Nossa Senhora da Penha do Itapocoróy. Au XIXe siècle, la crise de la chasse à la baleine entraîne une reconversion vers la pêche traditionnelle et le commerce.
Le 21 juin 1958 l'ensemble des deux localités devient une municipalité à part entière, avec son siège à Penha. La municipalité est effectivement mise en place le 19 juillet de cette même année.
Selon les premiers recensements, la municipalité comptait 1 640 habitants en 1840 et 4 830 habitants en 1920. 
Le développement touristique de la ville commence dans les années 1970 et elle compte aujourd'hui autour de 15 000 habitants, passant à près de 100 000 pendant l'été. Un parc d'attraction, le Beto Carrero World, un des plus grands du monde, s'est récemment installé dans la municipalité.

## Éducation
La municipalité ne possède pas d'établissement d'enseignement supérieur, mais une université, l'UNIVALI, est implantée dans la ville voisine de Balneário Piçarras. La ville compte cependant un lycée (EEPSG Manoel Henrique de Assis) ainsi que divers collèges et écoles primaires.

## Villes voisines
Penha est voisine des municipalités (municípios) suivantes :
- Navegantes
- Balneário Piçarras